# Phaon
Phaon (altgriechisch Φάων Pháōn, deutsch ‚der Leuchtende‘) ist eine Gestalt der griechischen Mythologie. Tätig als Fährmann zwischen der Insel Lesbos und Kleinasien, zeichnet er sich durch seine außerordentliche körperliche Schönheit aus. Seine unwiderstehliche Anziehungskraft macht ihn zu einer beliebten Figur der attischen Komödie, der die frühesten Zeugnisse über Phaon zu verdanken sind. So ist er der Titelheld einer in Fragmenten erhaltenen Komödie des Dramatikers Platon, in der er von Horden liebeskranker Frauen umschwärmt wird.

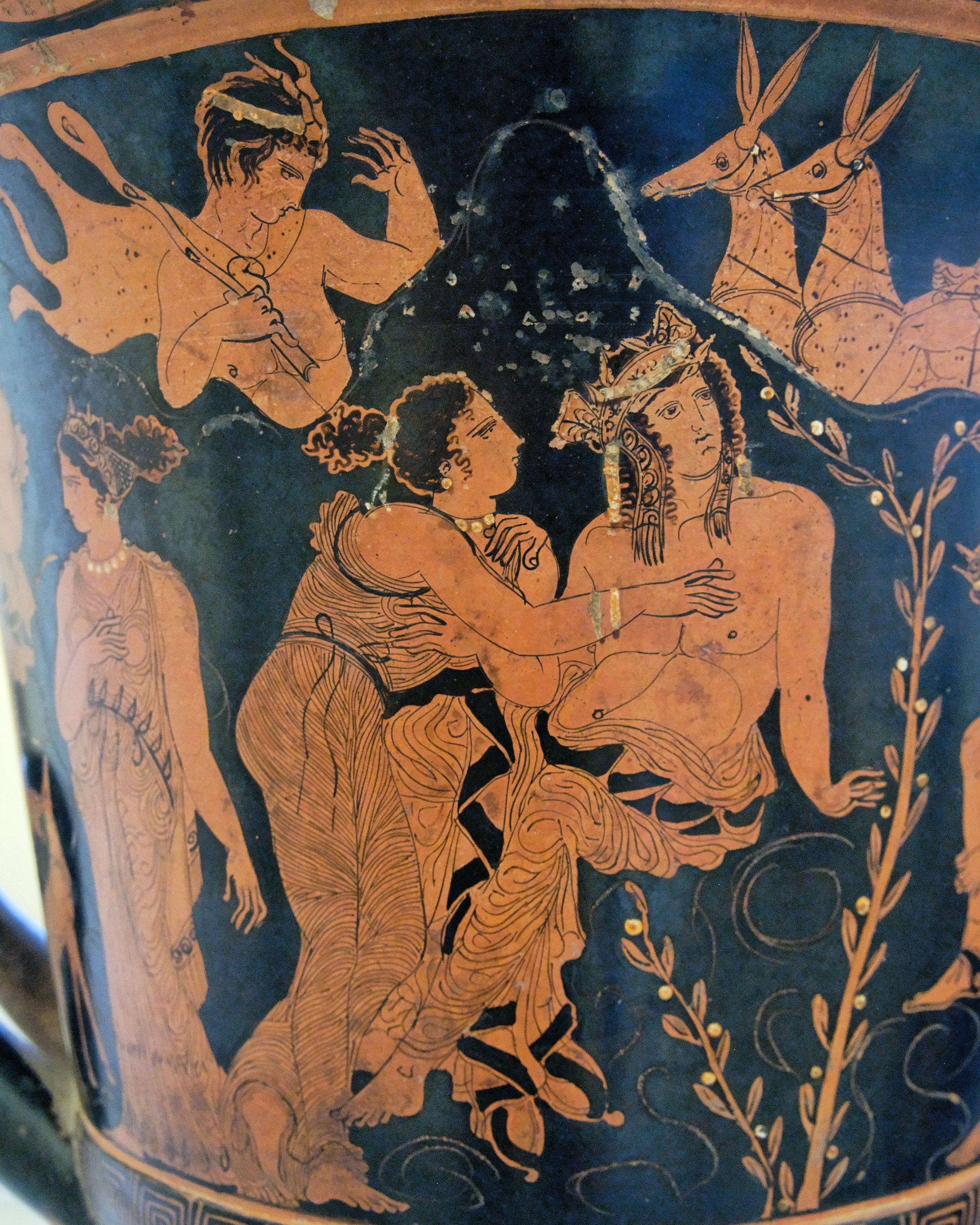
Phaon (mit Beischrift „Phaon ist schön“) und verliebte junge Frau auf einem attisch rotfigurigen Kelchkrater, um 410 v. Chr. (Ausschnitt)

## Beziehung zu Aphrodite
Einer frühen Tradition zufolge, die erstmals im 5. Jh. v. Chr. bei Kratinos bezeugt ist und Parallelen zum Adonismythos aufweist, verliebt sich die Liebesgöttin Aphrodite selbst in den jungen Phaon und versteckt ihn in Lattich oder junger Gerste, um ihn ganz für sich zu haben. Andere Autoren leiten Phaons jugendliche Schönheit von einer wunderbaren Salbe her, mit der Aphrodite den bereits greisen Fährmann belohnte, weil er sie – in Unkenntnis ihrer wahren Identität – ohne Entgelt übersetzte.

## Beziehung zur Dichterin Sappho und zur Insel Leukas
Der Komödiendichter Menander (spätes 4. Jh. v. Chr.) erwähnt in seiner Leukadia als erster die unglückliche Liebe der gleichfalls in Lesbos beheimateten Dichterin Sappho zu Phaon, welche im Selbstmord Sapphos mündet, die sich am Kap Leukatas (heute Kap Doukatou) an der Südwestspitze der westgriechischen Insel Leukas von der Klippe stürzt. Der gemeinsame Bezug beider Gestalten zu Lesbos ist wohl der Ausgangspunkt dieser Legendenbildung, die die Schicksale einer mythischen und einer historischen Figur miteinander verknüpft. Phaon galt in der Antike als Gründer eines Aphroditeheiligtums auf Leukas. Dort befand sich auch ein Heiligtum des Apollon, dessen Bräuche die Darbringung von Sühneopfern (pharmakoi) vorsahen, bei denen ein Verbrecher von der Klippe gestürzt wurde. Die Geschichte um den Selbstmord der Sappho muss auch vor dem Hintergrund dieses Rituals gesehen werden.

## Nachweise
1. ↑  Menander Leukadia Frg. 258 Körte.
2. ↑  Dieses Sujet wurde insbesondere im 19. Jahrhundert auch vielfach auf die Opernbühne gebracht, vgl. Liste im Artikel Sappho.
3. ↑  Strabon 10.2.9 S. 452.